# Ле-Куртій (станція метро)
48°55′50″ пн. ш. 2°17′02″ сх. д. / 48.930606° пн. ш. 2.283788° сх. д.
Ле-Куртій (фр. Les Courtilles) — кінцева станція північно-західного відгалуження лінії 13 паризького метро.
Розташована під авеню де-ла-Редут, на межі комун Женнвільє та Аньєр-сюр-Сен, у 2-й тарифній зоні.
У 2020 році пасажирообіг станції склав 2 194 218 осіб, через що станція є на 109-му місці за пасажирообігом серед станцій паризького метро

## Історія
- 14 червня 2008: відкриття дистанції Габріель Пері — Ле-Куртій.[2]
- листопад 2012: відкриття пересадки на трамвайну лінію 1.

## Конструкція
Односклепінна станція мілкого закладення з двома береговими прямими платформами.

## Колійний розвиток
За станцією розташовується триколійний тупик для відстою та обороту поїздів.
З південного боку від станції розташований протишерсний з'їзд.

## Пересадки
- трамвайна лінія 1
- Автобуси: 235, 238, 276, 304, 378 мережі RATP, а вночі — N51 мережі Noctilien.

## Визначні місця
- Порт Женнвільє[en]
- Стадіон Лео-Лагранж, в Аньєр-сюр-Сен

## Операції
| Попередня станція | Лінія | Лінія | Лінія | Наступна станція |
| ----------------- | ----- | ----- | ----- | ---------------- |
| кінцева           |       | 13    |       | Лез-Аньєт        |